# Милан Петровић (мајор)
Милан Петровић (Врточе, код Петровца, 1912 — Београд) био је учесник Народноослободилачке борбе, мајор ТО и носилац Партизанске споменице.

## Биографија
Милан Миланџа Петровић је рођен 1912. године у Врточу (заселак Главица), код Петровца, од оца Дане и мајке Јоке Рељић. Отац Дане је као аустроугарски војник рањен на Источном фронту. Милан потиче из земљорадничке породице. Одрастао је у вишечланој породици, са оцем, мајком, четири брата и једном сестром. Брат од стрица Петар, такође је био првоборац. Милан се женио два пута. Са првом супругом Анђом родио је ћерку Радмилу и синове Миланка и Слободана. Миланко је страдао у збјегу 1943. Анђа је умрла 1946. године, па је Милан оженио Мару Пувача из Липе и са њом добио синове Данка и Жељка.
По окупацији Југославије, укључио се у припреме оружаног устанка 27. јула 1941. Учествовао је у устаничким и герилским акцијама, са пушкомитраљезом којег је голорук отео усташи. Био је снажан момак, а важио је и за веома духовитог човјека. Рат је провео као припадник Прве крајишке бригаде.
У рату је обављао више дужности. Почетком рата био је борац врточке чете, касније 2. чете 1. батаљона Треће крајишке бригаде. Потом је прешао у састав Прве крајишке бригаде, гдје је обављао дужност командира вода у 1. чети 3. (петровачко-дрварског) батаљона Прве крајишке бригаде. У рату је и рањаван три пута и остао је тешки инвалид. Рањен је приликом напада на Нови, у јулу 1942. године, а потом и у јуну 1943. године, приликом борби у околини Травника.
Након рата служио је као официр у војно-територијалним органима. Пензионисан је у чину мајора.
Више пута је одликован. Носилац је Партизанске споменице 1941.
Са породицом је живио у Београду. У Београду је и умро.